# Flocques
Flocques est une commune française située dans le département de la Seine-Maritime en région Normandie.

## Géographie

### Localisation
| Manche        | Le Tréport    |                        |
| Criel-sur-Mer | Flocques      | Étalondes              |
| Criel-sur-Mer | Criel-sur-Mer | Saint-Rémy-Boscrocourt |

Flocques se trouve sur l'axe Le Tréport-Dieppe, à 2,3 km à vol d'oiseau du Tréport et à 4,3 km de Criel-sur-Mer.

### Hydrographie
La commune est située dans le bassin Seine-Normandie. Elle n'est drainée par aucun cours d'eau,.

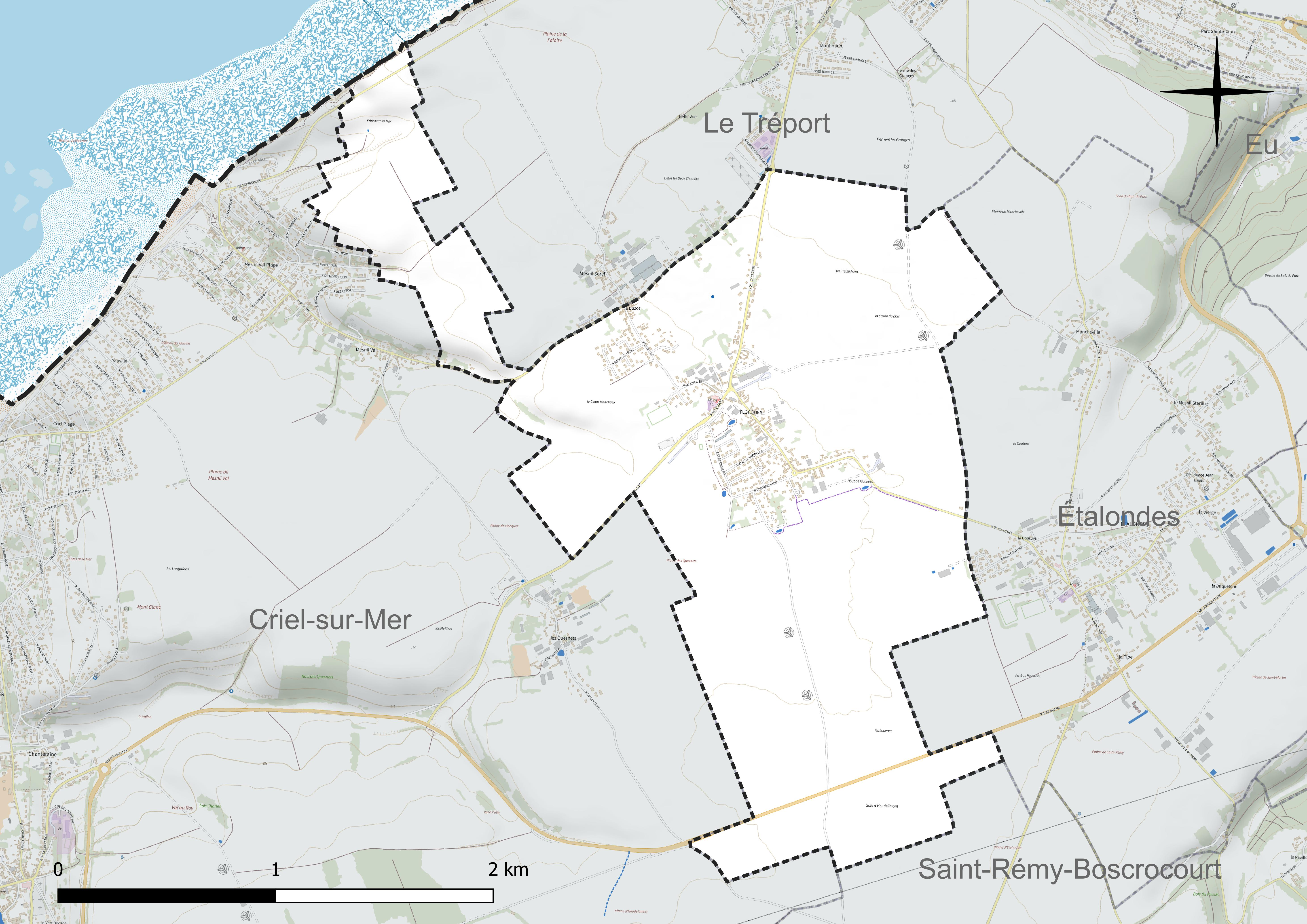
Réseau hydrographique de Flocques.

### Climat
Pour des articles plus généraux, voir Climat de la Normandie et Climat de la Seine-Maritime.
En 2010, le climat de la commune est de type climat océanique franc, selon une étude du CNRS s'appuyant sur une série de données couvrant la période 1971-2000. En 2020, Météo-France publie une typologie des climats de la France métropolitaine dans laquelle la commune est exposée à un climat océanique et est dans la région climatique Côtes de la Manche orientale, caractérisée par un faible ensoleillement (1 550 h/an) ; forte humidité de l’air (plus de 20 h/jour avec humidité relative > 80 % en hiver), vents forts fréquents. Parallèlement le GIEC normand, un groupe régional d’experts sur le climat, différencie quant à lui, dans une étude de 2020, trois grands types de climats pour la région Normandie, nuancés à une échelle plus fine par les facteurs géographiques locaux. La commune est, selon ce zonage, exposée à un « climat maritime », correspondant au Pays de Caux, frais, humide et pluvieux, légèrement plus frais que dans le Cotentin.
Pour la période 1971-2000, la température annuelle moyenne est de 10,5 °C, avec une amplitude thermique annuelle de 13 °C. Le cumul annuel moyen de précipitations est de 822 mm, avec 13 jours de précipitations en janvier et 8,4 jours en juillet. Pour la période 1991-2020, la température moyenne annuelle observée sur la station météorologique la plus proche, située sur la commune de Cayeux-sur-Mer à 19 km à vol d'oiseau, est de 11,4 °C et le cumul annuel moyen de précipitations est de 761,1 mm,. Pour l'avenir, les paramètres climatiques de la commune estimés pour 2050 selon différents scénarios d'émission de gaz à effet de serre sont consultables sur un site dédié publié par Météo-France en novembre 2022.

## Urbanisme

### Typologie
Au 1er janvier 2024, Flocques est catégorisée commune rurale à habitat dispersé, selon la nouvelle grille communale de densité à sept niveaux définie par l'Insee en 2022.
Elle appartient à l'unité urbaine d'Eu, une agglomération inter-régionale regroupant six  communes, dont elle est une commune de la banlieue,,. Par ailleurs la commune fait partie de l'aire d'attraction d'Eu, dont elle est une commune de la couronne,. Cette aire, qui regroupe 26 communes, est catégorisée dans les aires de moins de 50 000 habitants,.
La commune, bordée par la Manche, est également une commune littorale au sens de la loi du 3 janvier 1986, dite loi littoral. Des dispositions spécifiques d’urbanisme s’y appliquent dès lors afin de préserver les espaces naturels, les sites, les paysages et l’équilibre écologique du littoral, tel le principe d'inconstructibilité, en dehors des espaces urbanisés, sur la bande littorale des 100 mètres, ou plus si le plan local d’urbanisme le prévoit.

### Occupation des sols
L'occupation des sols de la commune, telle qu'elle ressort de la base de données européenne d’occupation biophysique des sols Corine Land Cover (CLC), est marquée par l'importance des territoires agricoles (91,2 % en 2018), en diminution par rapport à 1990 (93,4 %). La répartition détaillée en 2018 est la suivante : 
terres arables (81,3 %), zones urbanisées (8,8 %), prairies (8,2 %), zones agricoles hétérogènes (1,8 %). L'évolution de l’occupation des sols de la commune et de ses infrastructures peut être observée sur les différentes représentations cartographiques du territoire : la carte de Cassini (XVIIIe siècle), la carte d'état-major (1820-1866) et les cartes ou photos aériennes de l'IGN pour la période actuelle (1950 à aujourd'hui).

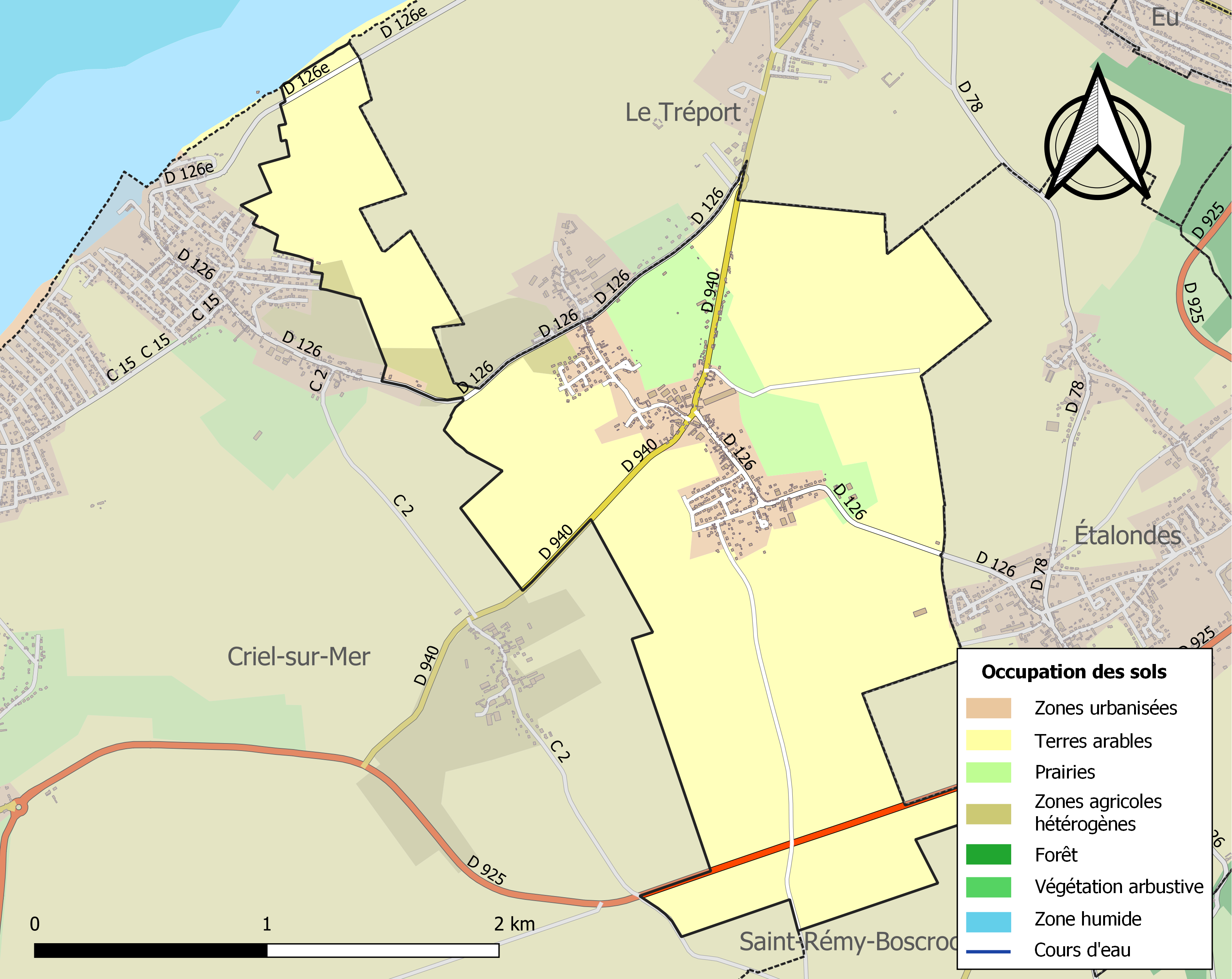
Carte des infrastructures et de l'occupation des sols de la commune en 2018 (CLC).

## Toponymie
Le village est mentionné en 1059 sous le nom de Floscis, Floskes à la fin du XIIe siècle (Archives départementales de la Seine-Maritime, 8 H, charte d'Eustache de Flosques).
Pluriel de l'oïl normand, « touffe légère de laine (la bourre) », peut-être pour désigner des bouquets d'arbres[Information douteuse][réf. à confirmer].

## Histoire
Les seigneurs de Flocques se distinguèrent dans les guerres du XVe siècle.
Anselme de Bellengreville, né à Flocques, devint confesseur de Louise de Lorraine-Vaudémont, reine de France et épouse d'Henri III.
Jean de Flocques, gouverneur de Conches, prit Évreux et Pont-de-l'Arche sur les Anglais.

## Politique et administration

### Liste des maires
| Période                                  | Période                       | Identité          | Étiquette    | Qualité |
| ---------------------------------------- | ----------------------------- | ----------------- | ------------ | --- |
| Les données manquantes sont à compléter. |                               |                   |              | |
| 1977                                     | 1987                          | Marcel Dolique    | PCF          | |
| 1987                                     | 2001                          | Paul Andreï       |              | Ancien marin combattant |
| 2001                                     | 2008                          | Jean-Pierre Copin |              | |
| mars 2008                                | En cours (au 20 juillet 2020) | Eddie Facque      | PCF puis LFI | Coordinateur de maintenance dans une grande entreprise de verrerie Président de la CC des Villes Sœurs (2020 → ) Réélu pour le mandat 2020-2026, |

## Population et société

### Démographie
L'évolution du nombre d'habitants est connue à travers les recensements de la population effectués dans la commune depuis 1793. Pour les communes de moins de 10 000 habitants, une enquête de recensement portant sur toute la population est réalisée tous les cinq ans, les populations de référence des années intermédiaires étant quant à elles estimées par interpolation ou extrapolation. Pour la commune, le premier recensement exhaustif entrant dans le cadre du nouveau dispositif a été réalisé en 2007.

En 2022, la commune comptait 720 habitants, en évolution de +1,84 % par rapport à 2016 (Seine-Maritime : +0,35 %, France hors Mayotte : +2,11 %).
| 1793 | 1800 | 1806 | 1821 | 1831 | 1836 | 1841 | 1846 | 1851 |
| ---- | ---- | ---- | ---- | ---- | ---- | ---- | ---- | ---- |
| 242  | 264  | 257  | 284  | 304  | 293  | 275  | 297  | 308  |

| 1856 | 1861 | 1866 | 1872 | 1876 | 1881 | 1886 | 1891 | 1896 |
| ---- | ---- | ---- | ---- | ---- | ---- | ---- | ---- | ---- |
| 282  | 289  | 301  | 269  | 266  | 282  | 333  | 319  | 332  |

| 1901 | 1906 | 1911 | 1921 | 1926 | 1931 | 1936 | 1946 | 1954 |
| ---- | ---- | ---- | ---- | ---- | ---- | ---- | ---- | ---- |
| 323  | 313  | 335  | 345  | 382  | 394  | 372  | 340  | 375  |

| 1962 | 1968 | 1975 | 1982 | 1990 | 1999 | 2006 | 2007 | 2012 |
| ---- | ---- | ---- | ---- | ---- | ---- | ---- | ---- | ---- |
| 284  | 311  | 407  | 465  | 646  | 615  | 668  | 675  | 713  |

| 2017 | 2022 | - | - | - | - | - | - | - |
| ---- | ---- | - | - | - | - | - | - | - |
| 711  | 720  | - | - | - | - | - | - | - |

### Enseignement
L'école du Tilleul compte quatre classes pour l'année scolaire 2017-2018. Menacée d'une fermeture de classe à la rentrée 2018, elle fait partie de l'académie de Rouen.

### Manifestations culturelles et festives
En 2014, le 20e Salon de la peinture est organisé salle Abel-Harel à Flocques.

### Cultes
Le culte catholique est pratiqué dans l'église Saint-Denis.

## Culture locale et patrimoine

### Lieux et monuments
- Église Saint-Denis.

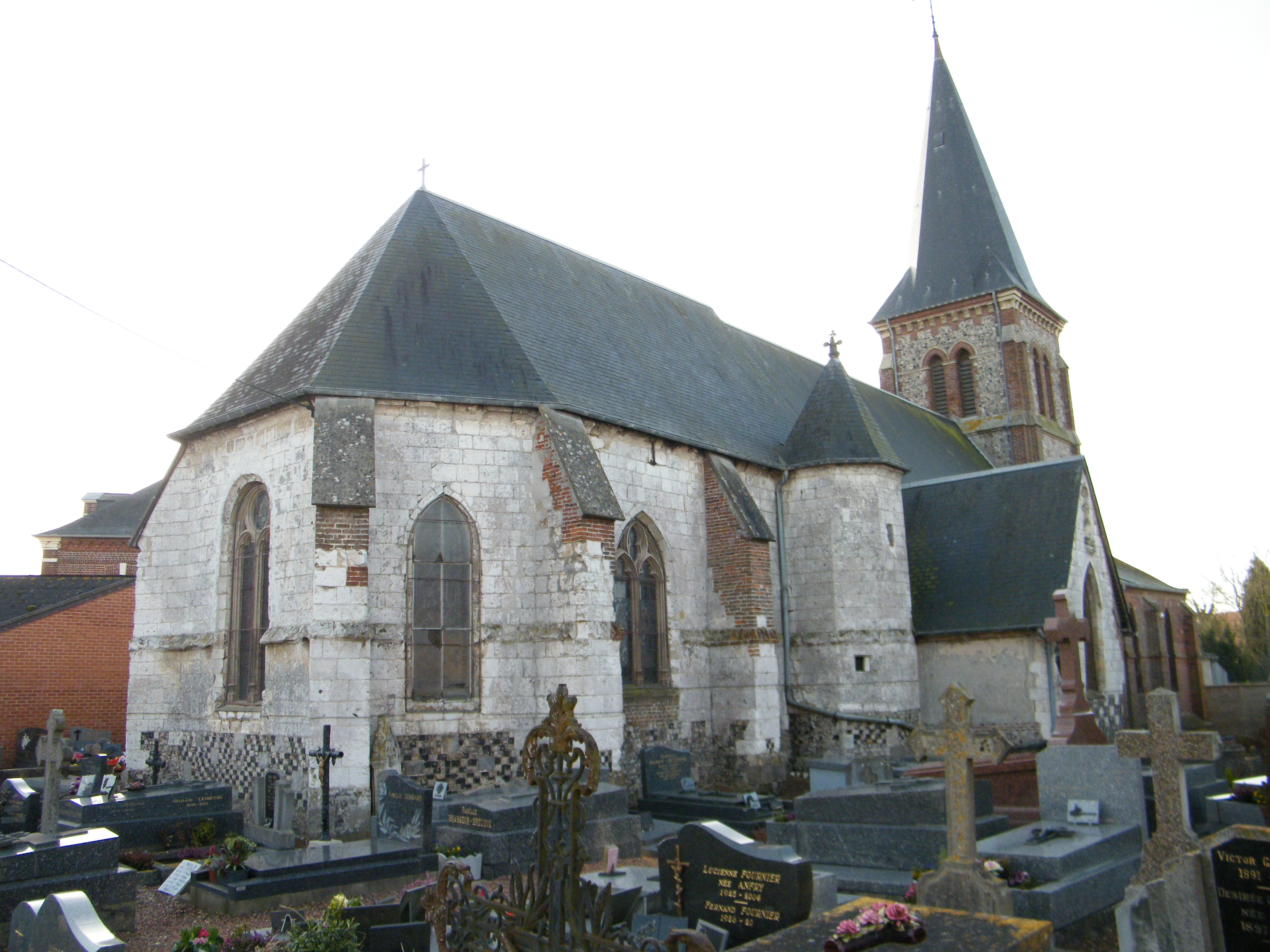
L'église Saint-Denis.
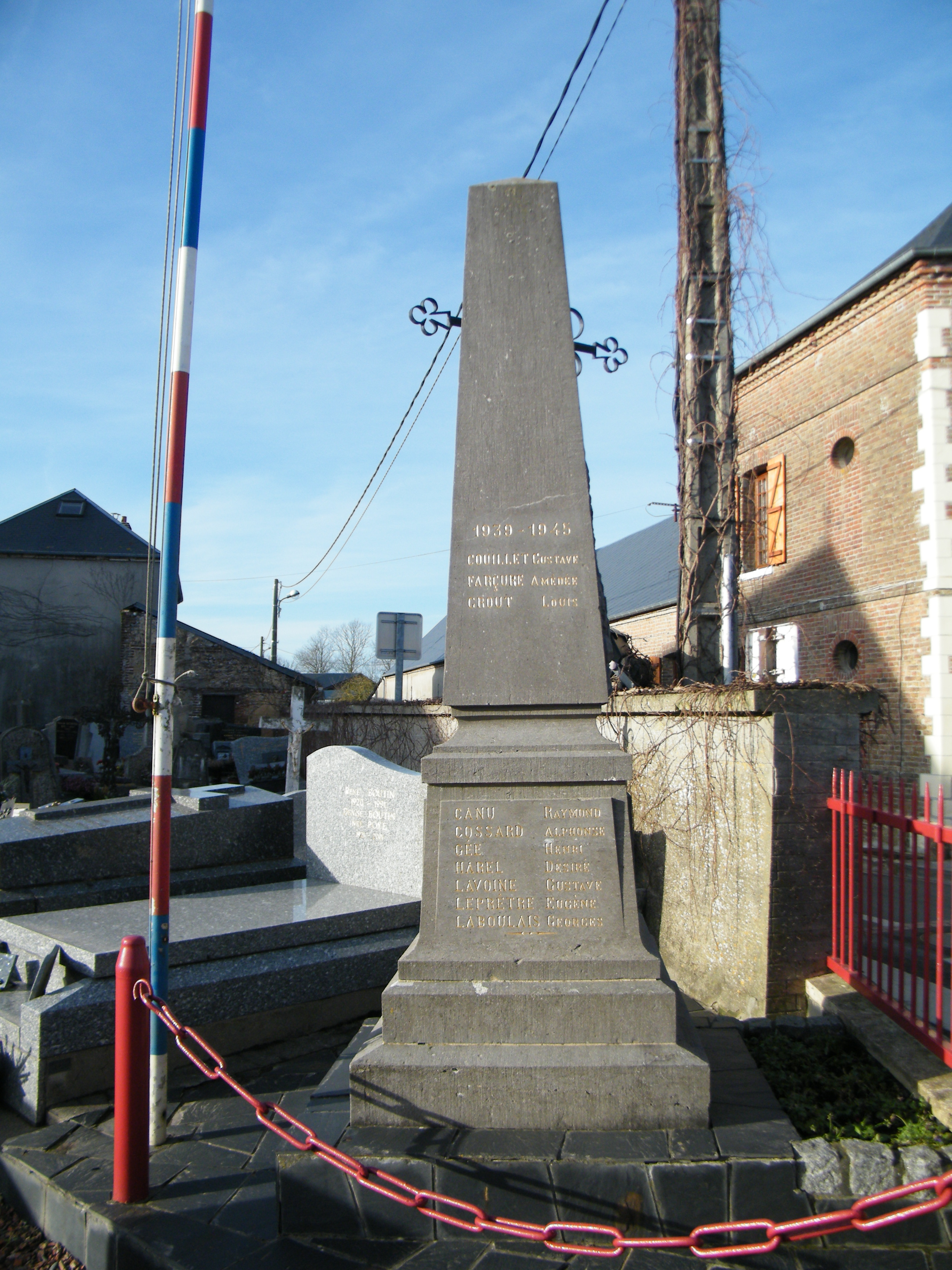
Le monument aux morts.
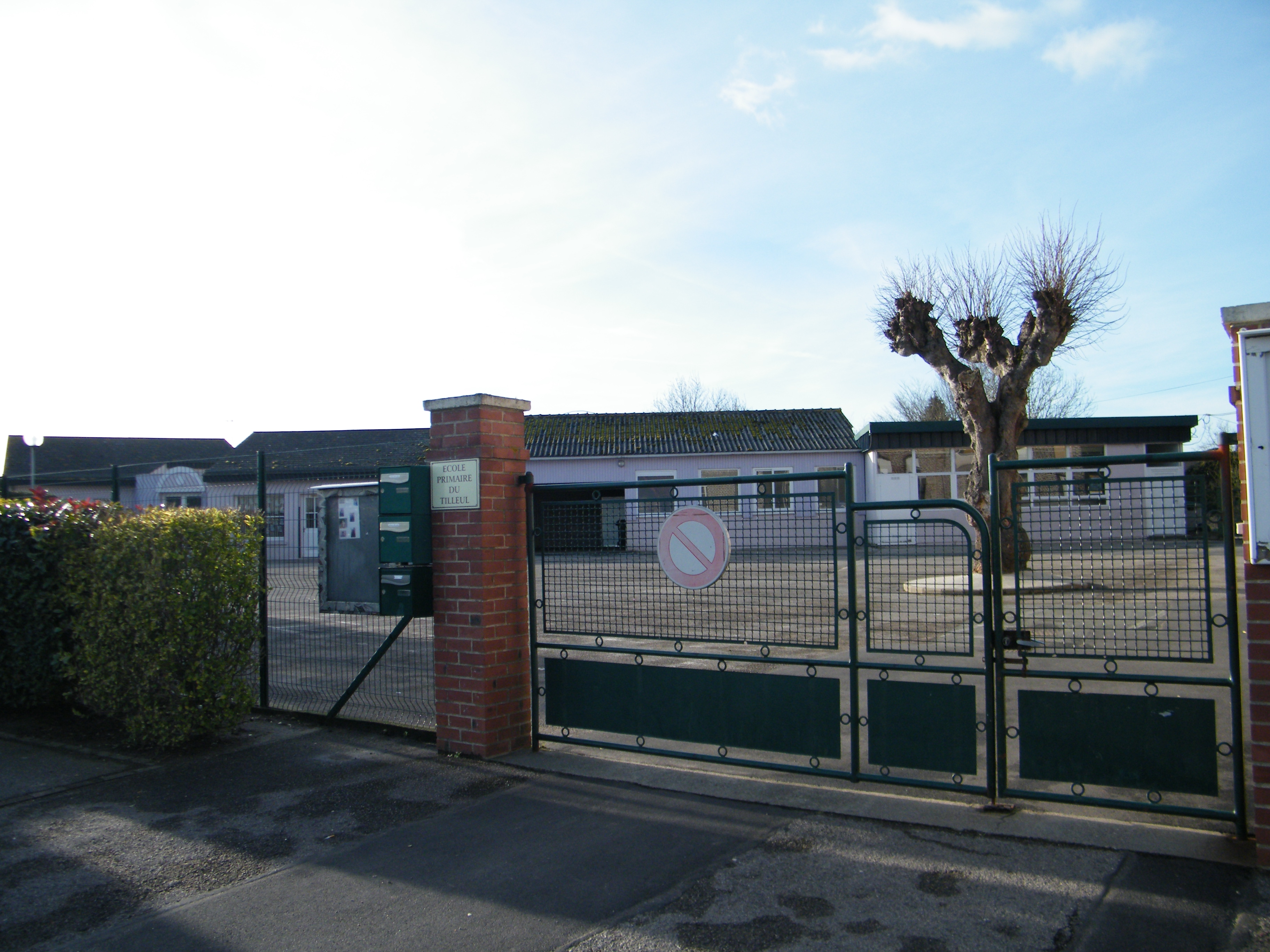
L'cole du Tilleul.
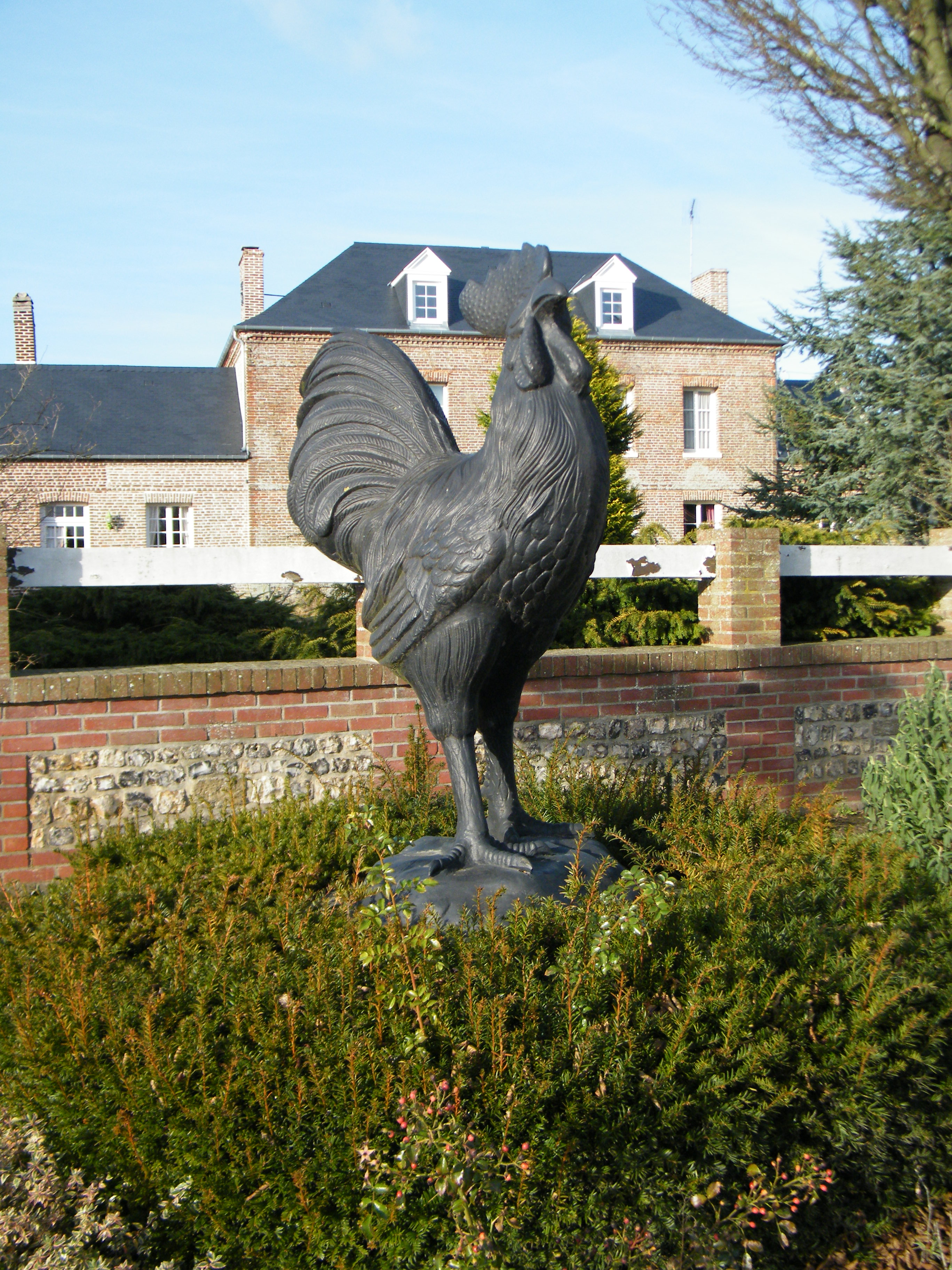
Le coq de Flocques.
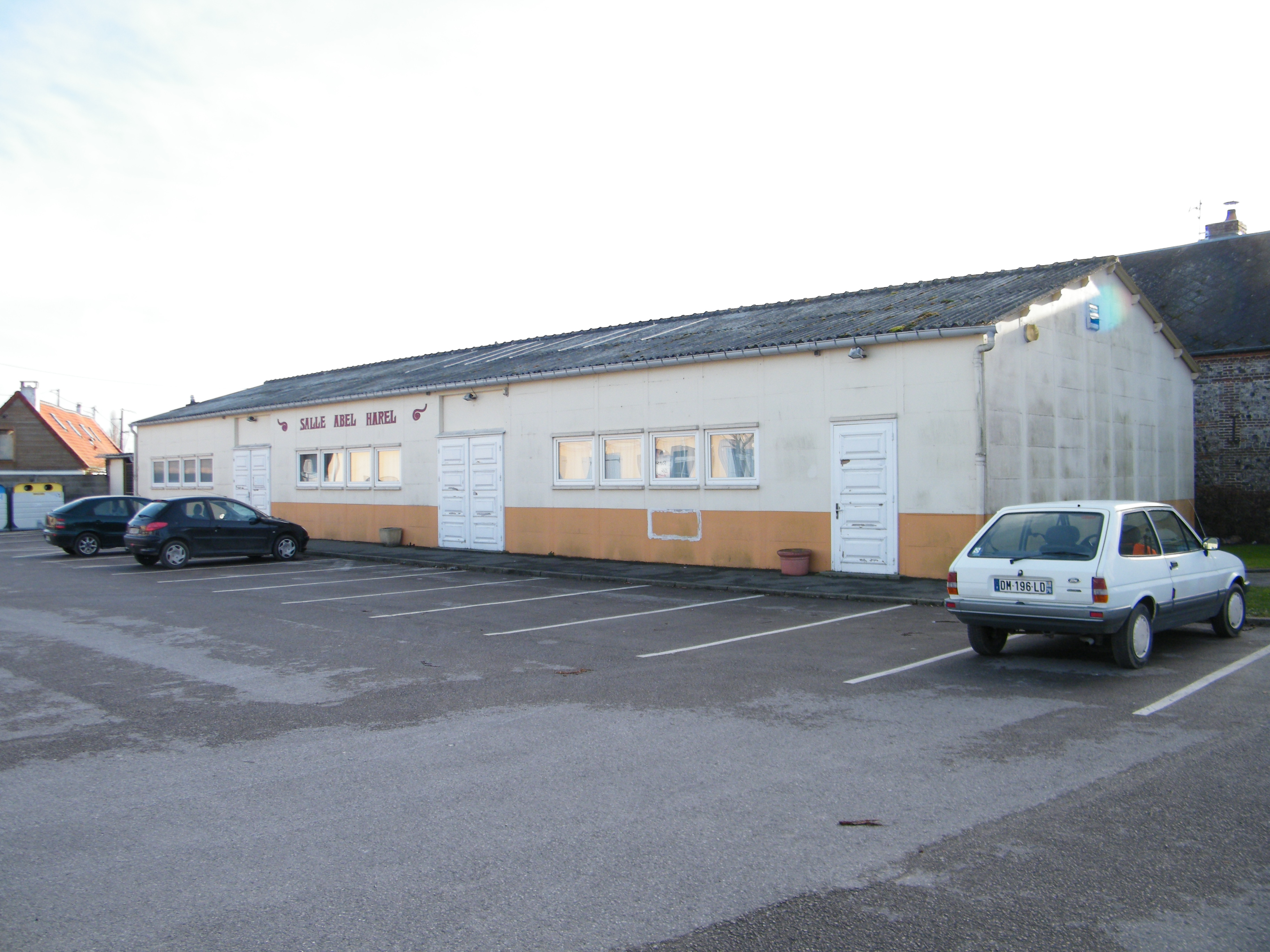
La salle Abel-Harel.